# U-433 (tàu ngầm Đức)
U-433 là một tàu ngầm tấn công  Lớp Type VII thuộc phân lớp Type VIIC được Hải quân Đức Quốc Xã chế tạo trong Chiến tranh Thế giới thứ hai. Nhập biên chế năm 1941, nó chỉ thực hiện được hai chuyến tuần tra và gây hư hại cho một tàu buôn tải trọng 2.215 GRT, trước khi bị tàu corvette HMS Marigold của Hải quân Hoàng gia Anh thả mìn sâu đánh chìm trong Địa Trung Hải về phía Đông Gibraltar vào ngày 16 tháng 11, 1941.

## Thiết kế và chế tạo

### Thiết kế

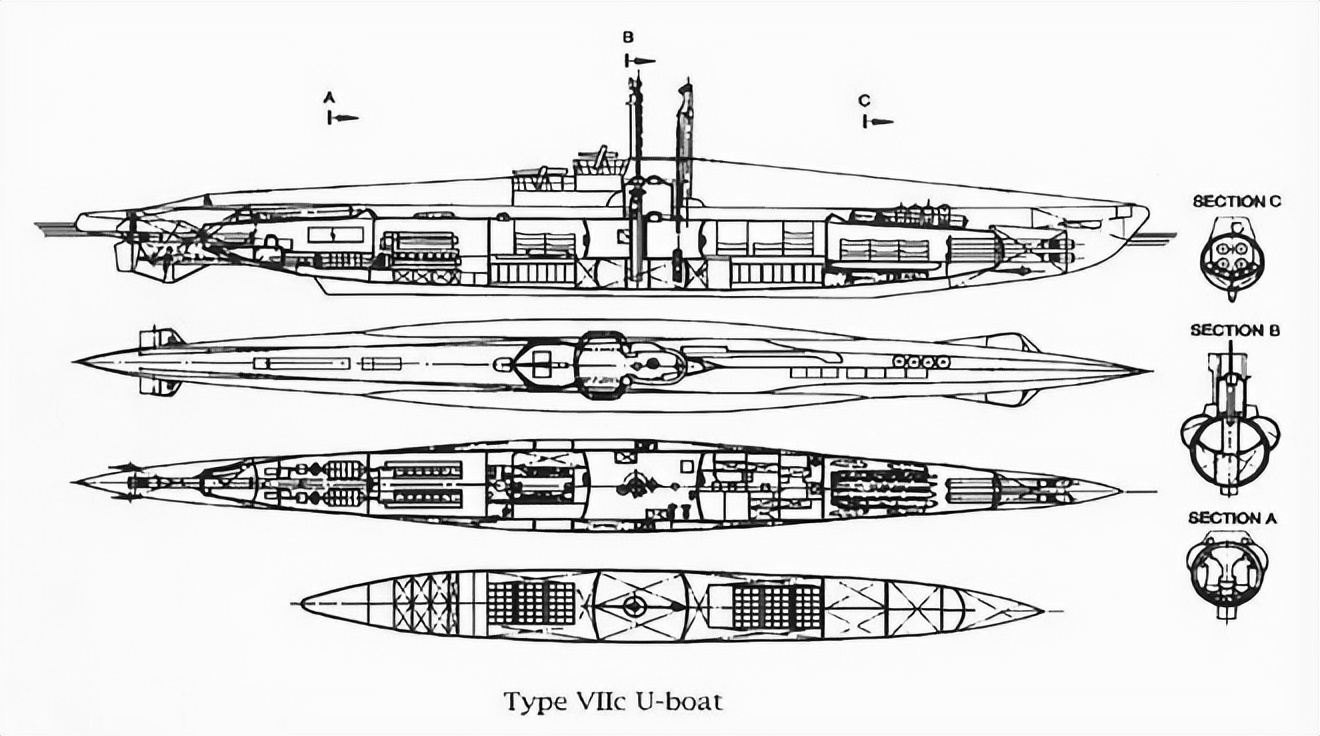
Sơ đồ các mặt cắt một tàu ngầm Type VIIC

Phân lớp VIIC của Tàu ngầm Type VII là một phiên bản VIIB được kéo dài thêm. Chúng có trọng lượng choán nước 769 t (757 tấn Anh) khi nổi và 871 t (857 tấn Anh) khi lặn). Con tàu có chiều dài chung 67,10 m (220 ft 2 in), lớp vỏ trong chịu áp lực dài 50,50 m (165 ft 8 in), mạn tàu rộng 6,20 m (20 ft 4 in), chiều cao 9,60 m (31 ft 6 in) và mớn nước 4,74 m (15 ft 7 in).
Chúng trang bị hai động cơ diesel Germaniawerft F46 siêu tăng áp 6-xy lanh 4 thì, tổng công suất 2.800–3.200 PS (2.100–2.400 kW; 2.800–3.200 bhp), dẫn động hai trục chân vịt đường kính 1,23 m (4,0 ft), cho phép đạt tốc độ tối đa 17,7 kn (32,8 km/h), và tầm hoạt động tối đa 8.500 nmi (15.700 km) khi đi tốc độ đường trường 10 kn (19 km/h). Khi đi ngầm dưới nước, chúng sử dụng hai động cơ/máy phát điện Garbe, Lahmeyer & Co. RP 137/c  tổng công suất 750 PS (550 kW; 740 shp). Tốc độ tối đa khi lặn là 7,6 kn (14,1 km/h), và tầm hoạt động 80 nmi (150 km) ở tốc độ 4 kn (7,4 km/h). Con tàu có khả năng lặn sâu đến 230 m (750 ft).
Vũ khí trang bị có năm ống phóng ngư lôi 53,3 cm (21 in), bao gồm bốn ống trước mũi và một ống phía đuôi, và mang theo tổng cộng 14 quả ngư lôi, hoặc tối đa 22 quả thủy lôi TMA, hoặc 33 quả TMB. Tàu ngầm Type VIIC bố trí một hải pháo 8,8 cm SK C/35 cùng một pháo phòng không 2 cm (0,79 in) trên boong tàu. Thủy thủ đoàn bao gồm 4 sĩ quan và 40-56 thủy thủ.

### Chế tạo
U-433 được đặt hàng vào ngày 23 tháng 9, 1941, và được đặt lườn tại xưởng tàu Schichau-Werke ở Danzig (nay là Gdańsk thuộc Ba Lan) vào ngày 4 tháng 1, 1940. Nó được hạ thủy vào ngày 15 tháng 3, 1941, và nhập biên chế cùng Hải quân Đức Quốc Xã vào ngày 24 tháng 5, 1941 dưới quyền chỉ huy của Hạm trưởng, Trung úy Hải quân Hans Ey.

## Lịch sử hoạt động
Sau khi hoàn tất việc huấn luyện trong thành phần Chi hạm đội U-boat 3, U-433 tiếp tục nằm trong thành phần đơn vị nảy cho đến khi bị mất.

### Chuyến tuần tra thứ nhất
U-433 xuất phát từ cảng Bergen, Na Uy vào ngày 25 tháng 8 cho chuyến tuần tra đầu tiên trong chiến tranh. Nó băng qua khe GI-UK giữa quần đảo Faroe và Iceland để vòng qua quần đảo Anh và hoạt động tại khu vực giữa Bắc Đại Tây Dương. Trong eo biển Đan Mạch về phía Đông Greenland, nó phóng ngư lôi tấn công và gây hư hại cho tàu buôn Na Uy Bestum 2.215 GRT, vốn tách rời khỏi Đoàn tàu SC-42 để cứu vớt những người sống sót từ tàu buôn Thụy Điển Garm, vốn bị tàu ngầm U-432 đánh chìm; Bestum tiếp tục nổi được và đi đến Reykjavik, Iceland ba ngày sau đó. U-433 kết thúc chuyến tuần tra khi đi đến cảng St. Nazaire bên bờ Đại Tây Dương của Pháp đã bị Đức chiếm đóng, đến nơi vào ngày 25 tháng 9.

### Chuyến tuần tra thứ hai – Bị mất
U-433 khởi hành từ cảng St. Nazaire vào ngày 8 tháng 11 cho chuyến tuần tra thứ hai, cũng là chuyến cuối cùng, và đã tìm cách xâm nhập qua eo biển Gibraltar để hoạt động trong khu vực Địa Trung Hải. Tuy nhiên trong Địa Trung Hải ở vị trí về phía Đông Gibraltar, nó bị tàu corvette HMS Marigold của Hải quân Hoàng gia Anh thả mìn sâu đánh chìm vào ngày 16 tháng 11, tại tọa độ 36°13′B 04°42′T / 36,217°B 4,7°T. Sáu thành viên thủy thủ đoàn của U-433 đã tử trận, và có 38 người sống sót được cứu vớt và bị bắt làm tù binh chiến tranh.

### "Bầy sói" tham gia
U-433 từng tham gia hai bầy sói:
- Markgraf (28 tháng 8 – 16 tháng 9, 1941)
- Arnauld (8 – 16 tháng 11, 1941)

### Tóm tắt chiến công
U-433 đã gây hư hại cho một tàu buôn tải trọng 2.215 GRT :
| Ngày             | Tên tàu | Quốc tịch | Tải trọng | Số phận   |
| ---------------- | ------- | --------- | --------- | --------- |
| 11 tháng 9, 1941 | Bestum  | Norway    | 2215      | Bị hư hại |